# Endstille
Endstille é uma banda alemã de black metal formada em 2000 na cidade de Kiel.

## Integrantes
- Iblis - vocal
- Mayhemic Destructor - bateria
- L. Wachtfels - guitarra
- Cruor - baixo

## Discografia
Álbuns
- 2002: Operation Wintersturm
- 2003: Frühlingserwachen
- 2004: Dominanz
- 2005: Navigator
- 2007: Endstilles Reich

Split
- 2006: Lauschangriff… com Graupel